# Аббісайд
Аббісайд (англ. Abbeyside; ірл. Dún na Mainistreach, «монастирська фортеця») — село в Ірландії, знаходиться в графстві Вотерфорд (провінція Манстер) на північній стороні річки Колліган. Відома пам'ятка — замок МакГраха (MacGrath), типовий шестиповерховий будинок-вежа, на даний момент сильно обрушений.
| Ірландія | Це незавершена стаття з географії Ірландії. Ви можете допомогти проєкту, виправивши або дописавши її. |